# SAYUMINGLANDOLL〜宿命〜 オリジナルサウンドトラック
『SAYUMINGLANDOLL〜宿命〜 オリジナルサウンドトラック』（サユミンランドール～しゅくめい～ オリジナルサウンドトラック）は、2018年7月4日にUP-FRONT WORKSから発売された道重さゆみのサウンドトラック。

## 収録曲
1. SAYUMINGLANDOLLオープニングテーマ～キラキラは1日にして成らず！～
作詞・作曲：つんく、編曲：大久保薫
2. 朝のfashion show
作詞：樹林伸/AnJu、作曲：AnJu、編曲：大久保薫
3. 自分に向かって、ウインクひとつ
作詞：樹林伸/AnJu、作曲：AnJu、編曲：大久保薫
4. ありえない遊園地
作詞・作曲：大森靖子、編曲：大久保薫
5. ダーリン、寂しいな
作詞・作曲：つんく、編曲：大久保薫
6. キャンディーボックス
作詞：樹林伸/AnJu、作曲・編曲：大久保薫
7. EIGAをみてよ
作詞・作曲：大森靖子、編曲：大久保薫
8. ガールズウォーク
作詞：樹林伸/AnJu、作曲・編曲：大久保薫
9. サンセットドライブ
作詞：樹林伸/AnJu、作曲：AnJu、編曲：大久保薫
10. 美味しい罠に気をつけて
作詞：樹林伸/AnJu、作曲：AnJu、編曲：大久保薫
11. エンドレスナイト
作詞：樹林伸/AnJu、作曲：AnJu、編曲：大久保薫
12. I'm only...so lonely lovely girl
作詞：つんく/樹林伸、作曲：つんく、編曲：大久保薫
13. 私の時代!(SAYUMINGLANDOLL～宿命～ Ver.)
作詞・作曲：つんく、編曲：平田祥一郎